# Rhynchocyon petersi
Rhynchocyon petersi — ссавець родини слонових землерийок, поширений в Африці. Видова назва дана на честь німецького зоолога Вільгельма Петерса (1815-1883).

## Опис
Довжина тіла складає від 22 до 30 см, довжина хвоста приблизно 25 см, а вага приблизно 500 г. Характерною ознакою виду є довга, подібна хоботу морда.  Голова, плечі і черево рудого забарвлення, інша частина тіла чорна. Ноги довгі і тонкі, при цьому задні кінцівки довші за передні.

## Поширення та місця існування
Вид поширений у південно-східній Кенії і північно-східній Танзанії з прилеглими островами (Занзібар і Мафія).
Природне місце існування — це ліси, при цьому ссавець мешкає як у лісах уздовж узбережжя, так і на зарослій лісом горбистій місцевості.

## Спосіб життя
Як і всі ссавці роду Rhynchocyon, ці тварини живуть виключно на землі. Вони активні вдень, а ближче до ночі споруджують гнізда з рослинного матеріалу в невеликому заглибленні на землі. Ці тварини тривалий час живуть моногамними парами і територіально. Їхнє живлення складається переважно з безхребетних (комах і молюсків), іноді дрібних хребетних тварин.

## Розмноження
Самиці народжують одного або двох дитинчат, які вже за 2 тижні покидають свої гнізда і відлучаються. Тривалість життя складає від 4-х до 5-и років.